# جون إدواردز (موسيقي)
جون إدواردز (بالإنجليزية: John Edwards)‏ (و. 1953  م) هو موسيقي، وعازف قيثارة إنجليزي، ولد في لندن، يستخدم آلات غيتار البيس، وقيثارة، وهو عضوٌ في ستيتاس كو.

## روابط خارجية
- جون إدواردز على موقع ميوزك برينز (الإنجليزية)
- جون إدواردز على موقع ديسكوغز (الإنجليزية)